# 西洛錫安問題
西洛锡安问题（英語：West Lothian question），又称英格兰问题（英語：English question），是英国现行议会体系中存在的宪政难题，属于广义的政治前途问题（国族问题）。该议题由时任苏格兰西洛锡安选区工党议员塔姆·戴利埃尔于1977年11月4日在英国下议院审议《1978年苏格兰法案》和《1978年威尔士法案》两项权力下放法案时首次提出：
「英格兰选民和议员究竟还能容忍这种情况多久……至少119位来自苏格兰、威尔士和北爱尔兰的议员可以对英格兰事务产生重大甚至决定性影响，而他们对自己选区的同类事务却无权投票？」
戴利埃尔进一步指出，法案通过后可能出现这样的情况：西洛锡安（West Lothian）选区的议员有权对英格兰中部西布罗米奇（West Bromwich）的地方事务投票，却无法就自己选区的同类事项在议会表决。
对此，阿尔斯特统一党议员以諾·鮑威爾回应道：
「我们终于明白了这位西洛锡安议员想指出的矛盾，让我们称其为『西洛锡安问题』。」
该名称由此确立。这一宪政困境的复杂性常被类比为19世纪的东方问题和当代北爱尔兰问题。

## 制度悖论
该问题包含两个核心矛盾：
- 为何来自苏格兰的英国国会议员无权处理涉及自身选区的事务（这些事务已划归苏格兰议会管辖）？
- 当苏格兰立法权完全归属苏格兰议会时，为何苏格兰议员仍可表决英格兰地区事务，而英格兰议员却无权参与苏格兰事务投票？

自1998年苏格兰法案实施及1999年苏格兰议会成立后，这一制度矛盾正式成为现实。由于现行制度未禁止苏格兰议员表决英格兰事务法案，2005年英国大选后苏格兰选区席位从原先超额分配的72席缩减至符合人口比例的59席。
这一制度缺陷在议会审议涉及英格兰地区的医疗改革和大学学费上调法案时凸显：在多数英格兰议员反对的情况下，法案凭借苏格兰议员的支持以微弱多数通过。对此，保守党影子内阁宪法事务发言人奥利弗·希尔德的批评集中反映了反对意见：
「任何依赖苏格兰议员支持通过的英格兰政策都难以持久，特别是当苏格兰的同类政策完全由苏格兰议会自主决定时。」
时任工党政府宪法事务大臣范克林勋爵则辩护称：
「所有议题——即便看似仅影响英格兰——实际上关乎整个联合王国。例如英格兰地方拨款决策不仅决定英格兰各地获得的公共资金，也会通过财政分配机制影响苏格兰、威尔士和北爱尔兰。因此这些事务属于全国性议题，理应由西敏寺全体议员共同审议，不能因议员选区所在地限制其表决资格。」

## 核心议题

### 构成国议会权力
苏格兰议会是根据英国国会通过的《1998年苏格兰法令》设立的。该法令规定苏格兰议会不享有主权议会地位，同时明确英国国会保留对苏格兰的最高立法权。英国国会有权推翻或否决苏格兰议会的决定，因此属于权力下放而非主权转移。
根据法令第28(7)条，苏格兰议会的立法权限不得削弱英国国会对苏格兰的立法权威。实际运作中，英国国会全体议员仍保留对苏格兰相关事务的提案权、辩论权和表决权。
在权力下放框架下，英国国会与苏格兰议会之间形成名为「西维尔公约」（英語：Sewel Convention）的宪法惯例。该公约规定英国国会不会就已下放事项进行立法，除非获得苏格兰议会事先同意。但此公约仅属于政治惯例，不具备法律约束力。
由于英国国会拥有终极立法权，即使苏格兰议会拒绝通过立法同意动议，英国国会仍可审议并通过相关法案。典型案例包括2020年颁布的《2020年联合王国内部市场法令》，该法案遭到苏格兰民族党议员强烈批评，认为其损害了苏格兰的自治体系。

### 中央保留事务
涉及国防、国家安全、外交、公共财政及经济政策等保留事项的法案，必须由威斯敏斯特宫全体议员审议表决。由于这些权力未下放给苏格兰议会，西洛锡安问题在此类事务中并不存在。

### 北爱尔兰议会
类似宪政矛盾早在1921至1972年间即出现于北爱尔兰。当时北爱尔兰议会负责处理地方自治事务，其选派的国会下院议员仅能参与大不列颠岛三地非保留事务的投票。
值得注意的是，这一时期北爱尔兰在英国国会的代表席位持续缩减：1918年大选拥有29席，1922年大选减至13席，1950年废除大学席位制度后仅保留12个议席。

## 潜在解决方案

### 英格兰议员专属表决权
针对该问题最主流的解决方案是禁止苏格兰议员表决英格兰专属事务。这一主张自1999年以来便是保守党竞选纲领的重要组成部分。1999年7月，时任保守党党魁威廉·黑格曾公开表态：
「英格兰议员应当独享处理英格兰立法的权力......人们难以接受英格兰事务的决策权掌握在其他地区代表手中，而英格兰代表却无法参与其他地区事务......放任这种不满情绪累积是危险的，我们必须建立更公平的治理体系。」
长期在苏格兰占据优势的工党对此方案持反对立场。时任苏格兰事务大臣约翰·里德指责该提议是在「煽动英格兰民族主义情绪」。
来自苏格兰的保守党议员及地方政党议员通常遵循不干预英格兰专属事务的原则。西洛锡安问题提出者戴利埃尔本人也恪守此规。但存在例外情况，例如2004年审议《高等教育法案》时，苏格兰民族党议员以法案涉及巴爾內特方程式财政分配机制、可能间接影响苏格兰教育拨款为由，打破惯例参与表决并投下反对票。
2006年自由民主党领袖选举期间，候选人西蒙·休斯将「建议苏格兰议员回避英格兰事务表决」纳入政纲，同时主张设立英格兰议会。
反对者认为该方案将导致议会运作混乱，甚至可能引发宪政危机。更关键的是，来自苏格兰的英国内阁成员将面临职权矛盾——例如苏格兰籍的英国首相戈登·布朗既有权制定英格兰政策，却无权参与相关法案表决。
此方案也被认为还可能引发与西洛锡安问题相反的新矛盾。根据现行体制，英国国会保留审核苏格兰政府财政预算的权力。若实行英格兰事务专属表决，苏格兰议员将无权干预英格兰财政预算，但英格兰议员仍可影响苏格兰财政，形成新的权责不对等。

### 调整苏格兰议会席位
参照北爱尔兰的历史先例，有提议将苏格兰在英国下议院的席位从59席缩减至40席左右。这将导致苏格兰选区人口基数扩大，实质削弱其在英国政治决策中的权重。对于通过削减议席换取英格兰事务表决权的合理性，目前英格兰与苏格兰各界尚未达成共识。

### 英格兰议会
在英格兰设立类似苏格兰议会的立法机构，被视为解决这一问题的潜在方案之一。部分观点认为，新成立的英格兰议会应具有与威尔士议会相当的职权范围，同时英国议会仍将在威斯敏斯特保留对国家安全、外交政策、财政预算及宏观经济等全英保留事务的立法权和审议权。
然而该提议面临时任工党内阁宪法事务大臣福尔克纳勋爵（Lord Falconer）强烈反对，他指出设立英格兰议会将导致"制度性冗余，使议会沦为'高成本清谈馆'"，并担忧新议会可能"削弱其他地区议会的权威地位"。

#### 英格兰区域议会
工党政府曾尝试通过建立英格兰各行政区的非立法性直选议会来缓解权力下放带来的治理难题。
1998年，大伦敦政府公投获得通过，由此设立了具有地方行政职能的伦敦市长职位，但同步成立的伦敦议会并未获得实质立法权。该模式后来在英格兰东北部遭遇挫败，2004年11月，东北英格兰地区公投否决了区域议会设立提案，导致其他地区的类似公投计划被搁置，改由临时委任的区域议会代行职能。

### 联合王国解体
另一种争议性方案主张解散联合王国，允许苏格兰、威尔士和北爱尔兰成为主权独立国家。该主张主要得到苏格兰和威尔士地区独立政党支持，北爱尔兰的新芬党也长期持有脱离联合王国的政治诉求。
不过该方案也面临着重大的现实障碍。由于英格兰选区占英国议会席位的80%，在缺乏英格兰民意支持的情况下，任何涉及国家解体的立法几乎不可能获得通过。此外，主权变更可能引发的经济动荡和边境问题也加剧了实施难度。

### 中央集权化改革
部分观点认为根本性解决方案在于废除苏格兰议会、威尔士议会及北爱尔兰议会，将立法权全面收归英国议会。这种集权化主张认为，当前治理困境的根源正是1998年权力下放政策所导致的宪制失衡。

### "停止追问"方案
1998年，时任大法官德里·欧文勋爵提出："解决该问题的最佳方式，就是停止继续追问这个问题。"